# Verein Deutscher Studenten Kiel
Der Verein Deutscher Studenten (VDSt) Kiel ist eine am 3. Juni 1881 an der Christian-Albrechts-Universität zu Kiel gegründete Studentenverbindung.

## Geschichte
Nach Entstehung erster Komitees zur Verbreitung der Antisemitenpetition 1880 in Berlin und Leipzig engagierte sich der Theologiestudent Johannes Jacobsen in Kiel, ein vergleichbares Komitee ins Leben zu rufen. Die Initiative fiel auf fruchtbaren Boden und mehr als 80 der rund 300 Kieler Studenten unterzeichneten die Petition. Ähnlich den Komitees an den großen preußischen Universitäten erwuchs jedoch der Wunsch, die politische Arbeit institutionell fortzusetzen. Erste Versuche einen Verein zu gründen scheiterten am Widerstand des Rektorats der Universität. Erst nach Übernahme des Rektorats durch Wilhelm Möller konnte sich der Verein Deutscher Studenten Kiel im Juni 1881 offiziell mit 32 Mitgliedern gründen. Der VDSt Kiel gehörte zu den Gründungsmitgliedern des im August 1881 gegründeten Kyffhäuserverbandes der Vereine Deutscher Studenten.
Anfänglich als rein politischer Verein konzipiert, stand der VDSt Kiel auch Mitgliedern von Studentenverbindungen offen. Gerade in den ersten Semestern offenbarte sich aber die noch fehlende innere Festigung hinsichtlich eines politischen Strebens nach Nationalismus, sozialer Gerechtigkeit und Christentum. Trotz großer Mitgliederfluktuation und provinzieller Lage erreichte der VDSt Kiel dennoch lokal eine bedeutende Stellung in den 1880er Jahren, nicht zuletzt durch sein umfangreiches Vortragsprogramm und seine starke Öffentlichkeitsarbeit. Nachdem die ersten Generationen ihr Studium beendet hatten und der Zuzug aus anderen Universitäten geringer wurde, geriet der Verein Anfang der 1890er Jahre in die Krise und suspendierte sich zwischen 1895 und 1898. Danach entwickelte sich der VDSt Kiel zu einer mitgliederstarken Gemeinschaft, die bereits seit Ende der 1880er Jahre mehr und mehr die strukturellen Formen einer geschlossenen Studentenverbindung angenommen hatte.
Gemäß den Statuten des Verbandes blieb der VDSt Kiel eine nichtfarbentragende Korporation, Mensuren wurden nicht gefochten, allerdings gewährte der Verein Satisfaktion auf Säbel. Inhaltlich folgte der VDSt Kiel den Bestrebungen seines Dachverbandes. Der mehrheitlich von evangelischen Theologiestudenten getragene Verein sah sich als politische Stütze des Hohenzollern-Reiches, forcierte die Politik eines sozialen Ausgleiches zugunsten der Arbeiterschaft bei gleichzeitiger Ablehnung der Sozialdemokratie und vertrat eine deutsch-christliche Orientierung in Verbindung mit stark antijüdischer Prägung.
An seine anfänglich starke politische Stellung innerhalb der Studentenschaft konnte der VDSt Kiel im 20. Jahrhundert nicht mehr anknüpfen, entwickelte sich aber bis zum Ersten Weltkrieg zu einer der größten Verbindungen in Kiel. 1913 konnte ein eigenes Haus im Stadtteil Düsternbrook erworben werden.
Nach Ende des Ersten Weltkrieges wurde die Nordschleswig-Frage zu einem zentralen Thema in Schleswig-Holstein. Der VDSt Kiel, der schon seit Beginn seiner Aktivität zahlreiche Mitglieder aus Nordschleswig hatte und sich für die Durchsetzung deutscher Interessen im Grenzgebiet einsetzte, fand im Zuge der Volksabstimmung in Schleswig ein neues Betätigungsfeld. Mit öffentlichen Kundgebungen und Aufmärschen beteiligten sich die Kieler VDSter an den Propaganda-Aktionen und agitierten gleichzeitig in den neu gegründeten Grenzlandvereinen. Insgesamt wurden Grenzlandfragen zum dominierenden Thema der frühen 1920er Jahre. Zu den Protagonisten gehörten unter anderen die Kieler VDSter Johannes Schmidt-Wodder, der als Vertreter der deutschen Volksgruppe im dänischen Folketing saß und Otto Scheel, der seit 1924 den Lehrstuhl für schleswig-holsteinische Landesgeschichte an der Kieler Universität besetzte. Das Aktivenleben orientierte sich zum einen an den Traditionen des Verbindungswesens, zum anderen an einem nationalen politischen Denken.
In der zweiten Hälfte der zwanziger Jahre radikalisierten sich die studentischen Mitglieder des VDSt Kiel zunehmend. Eine Verquickung mit nationalsozialistischen Kreisen führte in der Spätphase der Weimarer Republik zu einem immer gespannteren Verhältnis mit den Alten Herren. Die Initiative für die Einführung eines Führerprinzips auf Ebene der Verbindung, wie sie im Kyffhäuserverband Anfang der dreißiger Jahre diskutiert wurde, wurde zunächst in Kiel umgesetzt. Nach der Machtergreifung der Nationalsozialisten näherte sich der VDSt Kiel zunehmend dem Nationalsozialistischen Deutschen Studentenbund an und bildete ab 1933 zusammen mit den befreundeten Verbindungen ATV Ditmarsia Kiel und ASV Albingia die Kameradschaft „Otto Weddigen“. Formal endete damit das Bestehen des VDSt Kiel. In dieser Kameradschaft setzte sich die musische Tradition der Albingia gegenüber denen der Ditmarsia und des VDSt durch.
1951 konnte der VDSt Kiel erneut gegründet werden. Eine Neuorientierung des Vereins hinsichtlich seiner inhaltlichen Arbeit war aufgrund der Erfahrungen des nationalsozialistischen Terrors und des Zweiten Weltkrieges nötig. Von den Mitgliedern, die nach 1934 in den Kieler VDSt eingetreten waren, kehrte keiner auf Dauer in den Verein zurück. Zwar blieb die Volkstumsarbeit, insbesondere in Bezug auf Nordschleswig, ein zentrales Thema, die wesentliche Arbeit wurde aber nun die Frage der deutschen Einheit. 1956 wurde der suspendierte VDSt zu Greifswald offiziell mit dem VDSt Kiel fusioniert. Seit dieser Zeit unterstützte auch die Greifswalder Altherrenschaft den jungen Kieler Verein, der 1952 in der Seeburg an der Förde sein Heim bezog. Die Auseinandersetzung mit den Fragen der deutschen Teilung und dem Sowjetsystem wurde zum Hauptanliegen der Kieler VDSter. Mit der Fusion zum VDSt Kiel-Greifswald kam auch die Seglertradition aus Greifswald in den Kieler Verein, der in der Vorkriegszeit eine Ruderabteilung unterhielt.
Eine Rückbesinnung auf die alte Tradition des VDSt Kiel war in der Bundesrepublik nicht mehr denkbar. So wurde der traditionelle Bereich auf korporatives Brauchtum beschränkt. Inhaltlich orientierte sich der Verein zwar noch an jenen Werten, die unbelastet waren, etwa dem Streben nach Zusammenhalt einer deutschen Kulturnation und der Bewältigung sozialer Missstände. Die politische Bildungsarbeit erfolgte aber mehr und mehr nach innen.
Das Ziel einer Einheit Deutschlands gab der VDSt Kiel nie auf, nicht zuletzt aufgrund seines engen Bezugs zu Greifswald. Als sich 1989 die Grenze zur DDR öffnete, nutzte der Kieler VDSt seine Kontakte und schaffte somit die Grundlage für die Wiedergründung des VDSt zu Greifswald im Sommer 1990.

## Bekannte Mitglieder
- Johannes Jacobsen (1854–1919), Pastor und Grenzlandaktivist
- Johannes Schmidt-Wodder (1869–1959), Theologe und Abgeordneter im dänischen Parlament
- Hans Richert (1869–1940), Schulreformer
- Otto Scheel (1876–1954), Theologe und Historiker
- Helmut Hasse (1898–1979), Mathematiker
- Karl Maßmann (1889–1959), Landesbankdirektor
- Karl Jordan (1907–1984), Historiker (Altherrenbundvorsitzender von 1957 bis 1975)
- Johannes Paul (1891–1990), Historiker
- Eugen Felix Schwalbe (1892–1974), General der Infanterie, Ritterkreuzträger
- Christian Tietje (* 1967), Rechtswissenschaftler